# Zaraza ziemniaka na pomidorze

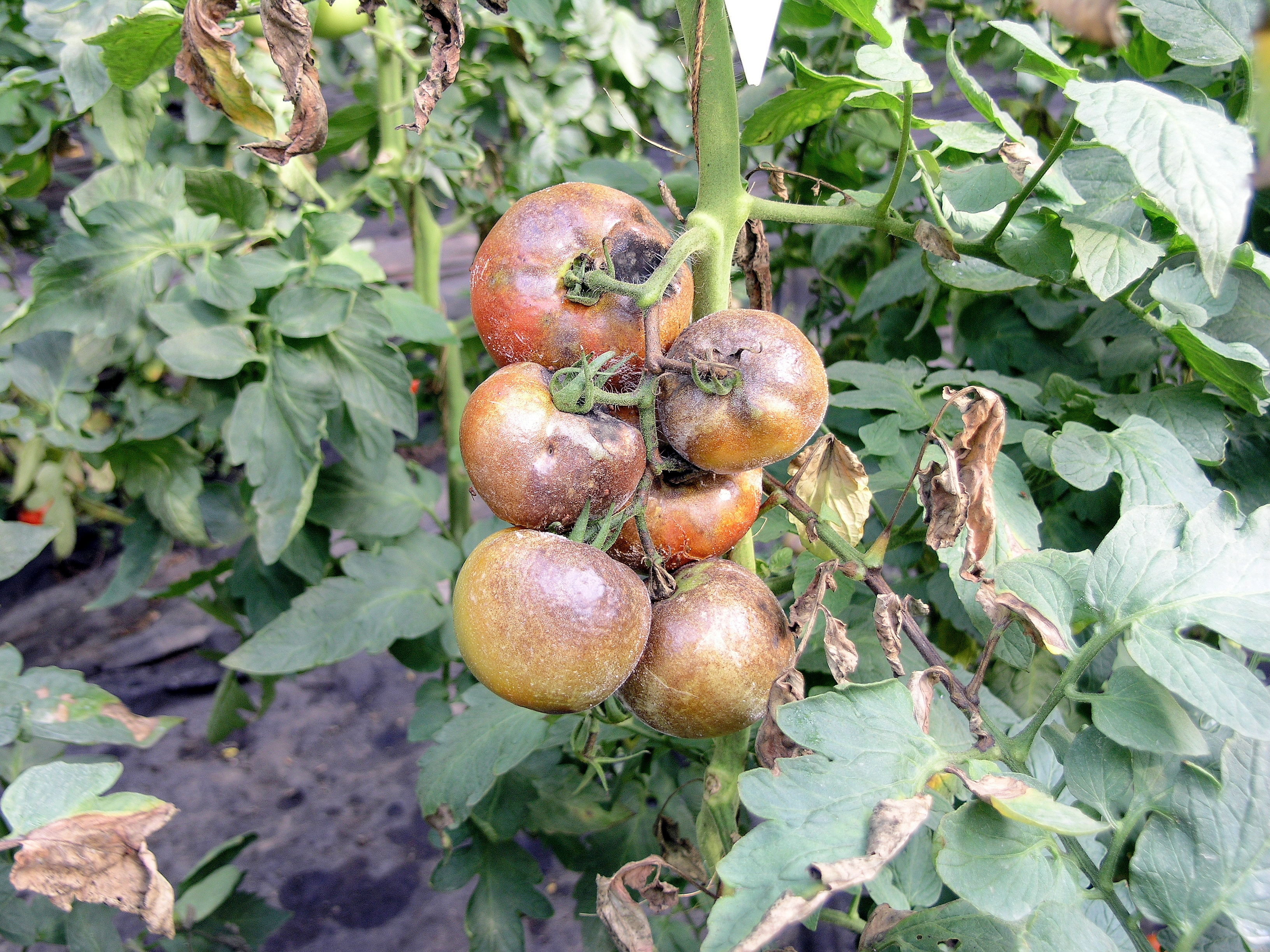

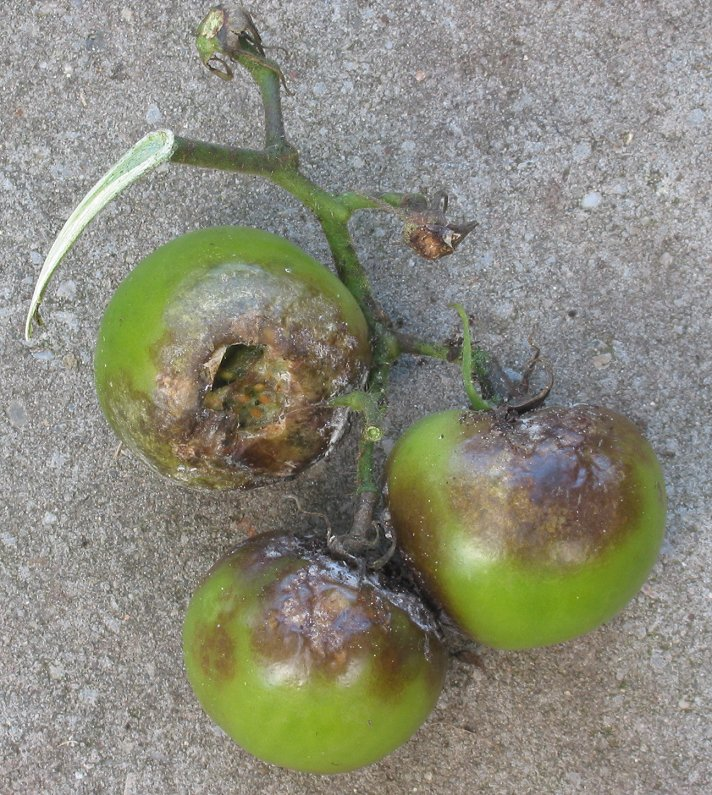

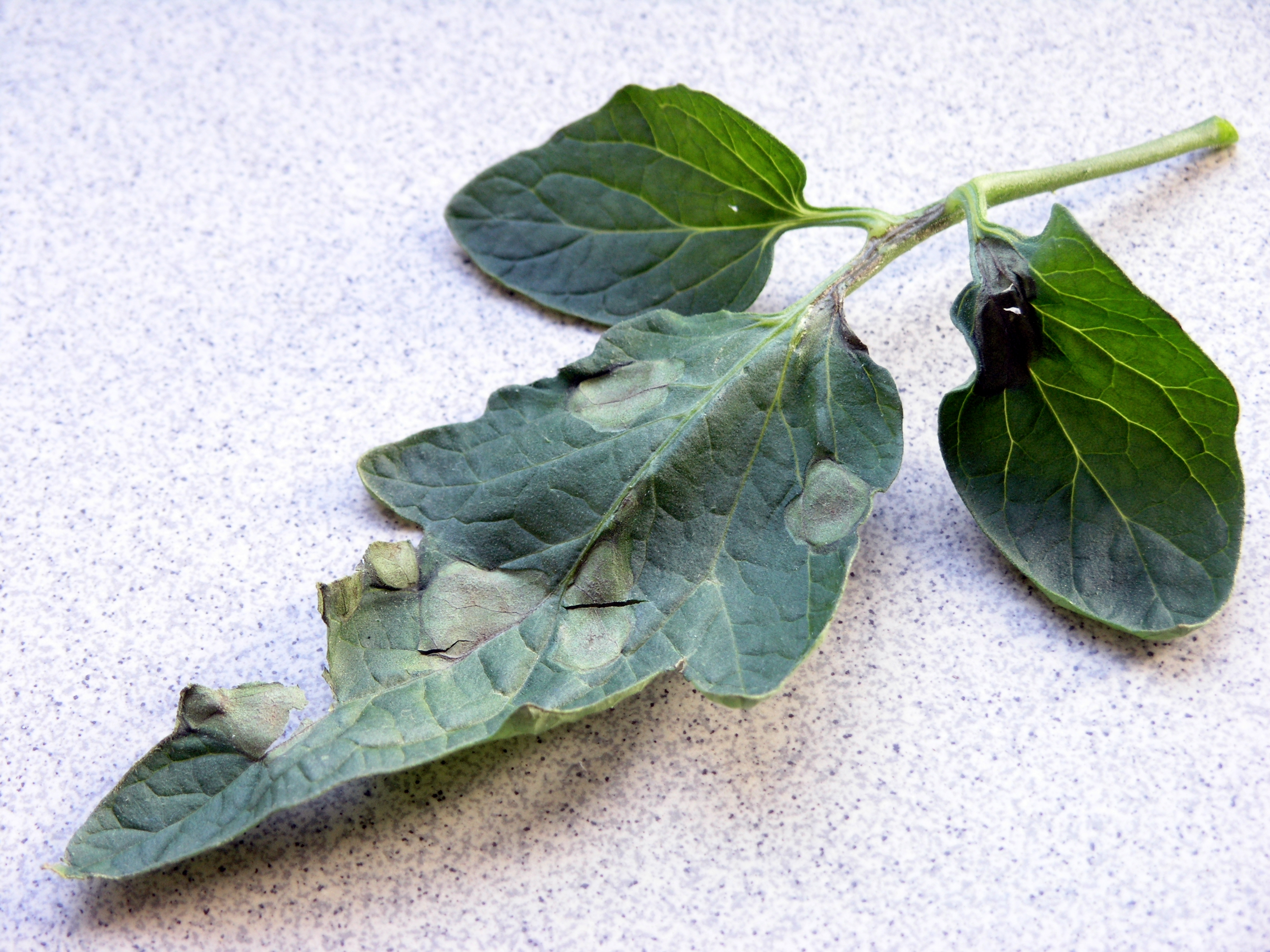
Objawy na liściu

Zaraza ziemniaka na pomidorze (ang. late blight of tomato) – choroba pomidora wywołana przez grzybopodobny organizm Phytophthora infestans.

## Objawy
Patogen Phytophthora infestans najbardziej znany jest z tego, że wywołuje zarazę ziemniaka. Ale poraża także pomidory i niektóre inne rośliny z rodziny psiankowatych (Solanaceae), np. petunię.
Na pomidorze patogen poraża wszystkie nadziemne części rośliny. Pierwsze objawy pojawiają się na młodszych, bardziej soczystych liściach w górnej części pędu. Początkowo są to wodniste plamy o nieregularnych kształtach, często z jaśniejszą obwódką lub pierścieniem. Są widoczne na obydwu stronach liści. Przy wysokiej wilgotności na dolnej stronie liścia może się tworzyć biały, watowaty nalot składający się z konidioforów i zarodników patogenu. W miarę postępu choroby zmiany powiększają się, powodując brązowienie, wysychanie, nekrozę i obumieranie liści. Później patogen może porazić także owoce pomidora na wszystkich etapach rozwoju. Porażone owoce są zazwyczaj jędrne z tłustymi plamami, które później stają się skórzaste i czekoladowobrązowe. Plamy te mogą obejmować część owocu lub cały owoc.

## Epidemiologia
Zarazę ziemniaka na pomidorze mogą powodować także inne gatunki Phytophthora, w szczególności Phytophthora nicotianae i  Phytophthora capsici, ale infekują one pomidora w glebie, zazwyczaj dopiero po zalaniu roślin wodą, lub gdy gleba jest silnie podmokła. Zarodniki Phytophthora infestans natomiast roznoszone są w powietrzu przez wiatr. Patogenowi sprzyja chłodna, wilgotna pogoda. Chmury chronią zarodniki przed działaniem promieni słonecznych UV, a wilgotne warunki pozwalają zarodnikom na infekcję, gdy wylądują na liściach. Podczas deszczowej pogody, mgły lub obfitej rosy zmiany chorobowe mogą pojawić się na liściach w ciągu 3–5 dni od infekcji, a wkrótce potem może pojawić się biały nalot, świadczący o produkcji zarodników. Chociaż zarodniki mogą być wytwarzane również na owocach pomidora, częściej powstają na liściach. Mogą się łatwo rozprzestrzeniać także podczas nawadniania i mogą być roznoszone przez sprzęt. Wiatr może je przenieść na sąsiednie pola w promieniu nawet kilkunastu kilometrów lub więcej. Zarodniki te są źródłem infekcji wtórnych rozprzestrzeniających chorobę.

## Ochrona
Zaleca się sadzenie pomidorów na początku sezonu, w ten sposób unika się wysokiego natężenia zarazy. Należy unikać zwilżania liści, najlepsze jest podlewanie kropelkowe. Ważny jest systematyczny monitoring i usuwanie porażonych roślin i owoców, a także samosiewów i chwastów. W miarę możności należy uprawiać odmiany odporne na zarazę i chronić uprawę fungicydami. Należy to robić profilaktyczne, gdy choroba opanuje plantację, opryskiwaniem nie można już roślin wyleczyć.
W uprawach ekologicznych jedynym możliwym sposobem uniknięcia zarazy jest uprawa odmian odpornych i przestrzeganie ogólnych zasad ochrony przed chorobami grzybowymi.